# Meme K Ultra
Meme K Ultra è un album in studio dei gruppi musicali italiani Cor Veleno e Tre Allegri Ragazzi Morti, pubblicato il 25 marzo 2022 da La Tempesta Dischi.

## Tracce
1. L'effetto del merlo – 3:15
2. Meme K Ultra – 3:07
3. Come le onde – 3:53
4. A me di Roma piace il rap (feat. Metal Carter) – 3:59
5. Chiedo il nome (feat. Remo Remotti) – 2:44
6. La gente libera – 3:19
7. Meglio andarsene affanculo – 3:20
8. A volte ci consola – 3:08
9. La tua anima che balla (feat. Mimosa) – 2:47
10. Mica serve avere fatto la guerra – 3:40
11. La musica sai che cos'è? (feat. Francesco Bearzatti) – 3:28

Durata totale: 36:40

## Formazione
Cor Veleno
- Grandi Numeri – rapping, voce, cori, fischi
- DJ Squarta – produzione, registrazione, missaggio, mastering
- Gabriele Centofanti – basso, produzione

Tre Allegri Ragazzi Morti
- Davide Toffolo – voce, diamonica, chitarra, cori, fischi, artwork
- Luca Masseroni – batteria
- Enrico Molteni – chitarra

Altri musicisti
- Mimosa Campironi – voce
- Metal Carter – rapping
- Remo Remotti – voce
- Francesco Bearzatti – sassofono
- Adriano Viterbini – chitarra, cori
- Cesare Petulicchio – batteria
- Massimiliano Romano Schiavella – chitarra

## Classifiche
| Classifica (2022)     | Posizione massima |
| --------------------- | ----------------- |
| Italia (indipendenti) | 1                 |